# She's Got Nothing On (But the Radio)
«She`s Got Nothing On (But The Radio)» es el primer sencillo de Charm School el octavo álbum de Roxette. La canción llegó al Top 10 de Alemania y a los Top 20 de Europa Continental.  
Durante mayo de 2011 el sencillo se ubicó en los Top 5 del Ranking del Mundo, a pesar de no haber entrado en las listas de grandes mercados musicales como Estados Unidos e Inglaterra.  
De acuerdo a la página oficial del dúo y a comentarios de Per Gessle en el sitio oficial de Roxette en Facebook, esto se debe al tour mundial que la banda estuvo realizando, el cual tuvo una audiencia de casi 300 000 personas en las primeras 30 presentaciones que realizó en Europa, Sudamérica y Sudáfrica. 

## Lista de canciones
- Descarga digital/CD sencillo[1]

1. "She's Got Nothing On (But the Radio)" – 3:36
2. "Wish I Could Fly" (En Vivo desde St. Petersburg 12 de Sept., 2010) – 4:51

- Descarga digital − Adrian Lux/Remixes de Adam Rickfors[2]

1. "She's Got Nothing On (But the Radio)" (Adrian Lux Radio Edit) – 2:43
2. "She's Got Nothing On (But the Radio)" (Adrian Lux Extended Mix) – 5:36
3. "She's Got Nothing On (But the Radio)" (Adam Rickfors Radio Edit) – 3:32
4. "She's Got Nothing On (But the Radio)" (Adam Rickfors Power Edit) – 3:38
5. "She's Got Nothing On (But the Radio)" (Adam Rickfors Dub Edit) – 7:25

## Posicionamiento en listas
| Listas (2011)                         | Máxima Posición |
| ------------------------------------- | --------------- |
| Alemania (Offizielle Deutsche Charts) | 10              |
| Alemania (German Airplay Chart)       | 6               |
| Austria (Ö3 Austria Top 40)           | 9               |
| Bélgica (Flandes) (Ultratop 50)       | 34              |
| Estados Unidos (Adult Contemporary)   | 30              |
| Hungría (Rádiós Top 40)               | 9               |
| Polonia (ZPAV)                        | 1               |
| Reino Unido (UK Airplay Chart)        | 26              |
| Suiza (Schweizer Hitparade)           | 19              |
| Reino Unido (UK Airplay Chart)        | 26              |
| República Checa (Rádio Top 100)       | 30              |

## Historial de lanzamiento
| País           | Fecha de Lanzamiento | Formato          |
| -------------- | -------------------- | ---------------- |
| Reino Unido    | 10 de enero de 2011  | Descarga digital |
| Suecia         | 10 de enero de 2011  | Descarga digital |
| Estados Unidos | 20 de junio de 2011  | Radio adulta     |